# Хорск (Столинский район)
Хорск (бел. Хорск) — деревня в Столинском районе Брестской области Беларуси. В составе Хоромского сельсовета.

## География
Деревня расположена в 35 км на северо-восток от Столина и в 280 км на восток от Бреста.

### Геология
Хорск находится на восточном склоне Полесской седловины и западного крыла Припятского прогиба на высоте 130 метров над уровнем моря.

## История
Первые упоминания о деревне Хорск относятся к концу XVIII века, но её можно найти на картах XVI—XVII вв.
После второго раздела Речи Посполитой (1793) в составе Российской империи. Во время Первой мировой войны находился вблизи линии фронта. В 1918—1919 годах под немецкой оккупацией. В 1919—1920 годах в составе Мозырского уезда Гомельской губернии РСФСР, потом в Минской губернии БССР. С 18 марта 1921 года Хорская волость отошла к Польской Республике.

### Межвоенное время
С 19 февраля 1921 года по 17 сентября 1939 года — в составе Польской Республики. До сентября 1939 года административный центр Хорской гмины Лунинецкого повета Полесского воеводства. На северо-востоке от Хорска, в устье Горыни, был речной причал Нырча, который перестал существовать после Второй мировой войны. Около причала 17 сентября 1939 года затоплен польский бронекатер «Адмирал Серпинек», чтобы блокировать продвижение войск Красной Армии на Запад.

### В составе СССР
В результате похода Красной Армии в Западную Беларусь 17 сентября 1939 года, Хорск оказался в составе СССР.
12 октября 1940 года был образован Хорский сельсовет.
После Второй мировой войны организован колхоз "Победа", под руководством председателя которого и были проведены мелиоративные работы в урочище Баково. До сих пор были осушены земли вокруг дороги к северу от деревни. Дорога, соединявшая Хорск и Лахву, проходила через урочища Колодное, Крестское, Вязок. На северо-востоке от деревни находился частный рыбник (недалеко от устья Горыни). Возле места, где сегодня река Горынь впадает в Припять, находился причал Нырча с различными хозяйственными постройками. После Второй мировой войны он был ликвидирован.
В 1954 году Хорский сельсовет был упразднён, его территория присоединена к Хоромскому сельсовету.
На начало октября 2018 года в деревне функционировали средняя школа, детский сад, торговые объекты, почтовое отделение.

## Население

### Численность
- 2019 год — 853 человек

### Динамика
- 1999 год — 1 163 человек (перепись населения)
- 2009 год — 1 043 человек (перепись населения)
- 2019 год — 853 человек (перепись населения)

## Культура
- Дом культуры
- Музей

## Достопримечательность

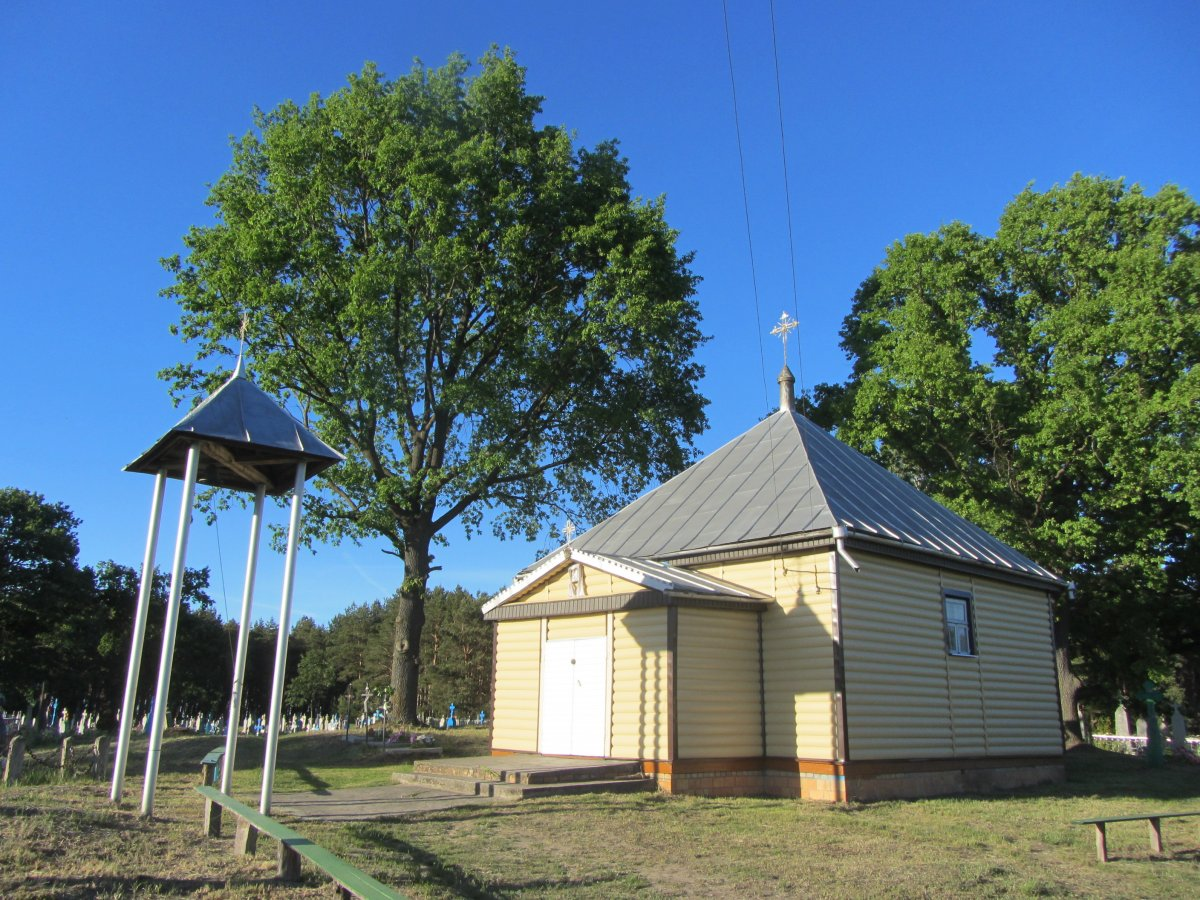
Свято-Троицкая часовня

- Свято-Троицкая часовняСвято-Троицкая часовня, конец XIX века[2]. Памятник народного зодчества.
  - Колокольня

На деревенском кладбище расположена часовня Святой Троицы. Православный храм построен в конце XIX века из дерева. Часовня Святой Троицы является памятником народной архитектуры. Решена четырехугольным бревенчатым срубом, покрытым шатровой крышей. К фасаду пристроен невысокий тамбур под двускатной крышей, увенчанной маковкой с крестом. В 1980—х гг. прорезанные прямоугольными оконными проемами фасады были облицованы деревянными досками в 2 яруса (верхний по горизонтали, нижний по вертикали).
Перед часовней установлена небольшая звонница в виде каркаса на четырех столбах. Вход предваряет каменная брама с металлическими воротами.
- Памятник землякам, погибшим во Второй мировой войне

## Известные лица
- Кульша, Нина Герасимовна (род. 1957) — государственный деятель.
- Прико, Сидор Васильевич (1886—1939) — войт Хорской гмины, сенатор Польской Республики (1928—1930).